# Олван, Али
Али́ Ия́д Али́ Олван (араб. علي إياد علي علوان‎; род. 26 марта 2000, Амман) — иорданский футболист, нападающий малайзийского клуба «Селангор» и сборной Иордании.

## Биография

### Клубная карьера
В течение четырёх сезонов Олван играл на родине за «Аль-Джазиру». В январе 2022 года перешёл в клуб из Катара «Эш-Шамаль», с которым подписал контракт сроком на два с половиной года.
5 августа 2024 года переехал в Малайзию, где подписал контракт с клубом «Селангор».

### Карьера в сборной
За сборную Иордании дебютировал 12 ноября 2020 года в товарищеском матче со сборную Ирака, выйдя на замену на 82-й минуте вместо Бахи Фейсала; матч закончился со счётом 0:0.
6 октября 2021 года в товарищеском матче против сборной Малайзии оформил свой первый хет-трик в карьере; матч завершился со счётом 4:0.
Был включён в состав сборной на Кубок Азии 2023. На турнире он был основным игроком и сыграл во всех матчах, кроме 1/2 финала со сборной Южной Кореи (2:0), который пропустил из-за перебора жёлтых карточек, а сборная Иордании впервые в своей истории прошла в финал турнира.